# 蚂蚁森林
蚂蚁森林（英語：Ant Forest），是蚂蚁金服2016年8月在支付宝上启动的一个生态保护计划。

## 历史
拟在互联网和金融推动下倡导民众低碳出行：如果出行使用公共交通，线上支付家用水电气费用，线上购买交通卡，线上医院挂号，线上购买图书门票等低碳行为均可以减少相应的碳排放，从而获得虚拟“绿色能量，使用该能量能累计达到一定值就在支付宝上虚拟种树，相应蚂蚁金服及其合作商能实际种下一棵树。之后支付宝中的树苗又必须重新靠“绿色能量”浇灌成长。
截止到2017年5月累计拥有两亿用户，约占3%的世界人口。截止2017年8月，累计减少122万吨碳排放，累计种下1025万棵树苗。用户可以通过卫星图查看真实种植情况。
2018年10月23日，蚂蚁金服与全国绿化委员会、中国绿化基金会签署协议，将蚂蚁森林正式纳入全民義務植樹運動体系。
2019年1月4日，蚂蚁森林上线全民义务植树尽责证书，互联网植树正式成为公民义务植树的尽责形式之一。
2019年9月19日，蚂蚁森林项目获联合国地球卫士奖。